# Julia Laite
Julia Ann Laite, född 1979 i St. John's i Newfoundland och Labrador, är en kanadensisk historiker. Sedan 2010 verkar hon som föreläsare i modern historia vid Birkbeck, del av University of London. Laites forskning rör migration, sexarbete, kvinnohistoria och sexualitetens historia, och hennes skrivande har bland annat resulterat i böckerna Common Prostitutes and Ordinary Citizens, Wolfenden's Women och The Disappearance of Lydia Harvey.

## Biografi

### Bakgrund och studier
Laite växte upp i St. John's och Trinity East längre norrut på ön Newfoundland. Hennes far hade rötter från Port Union, den enda fackföreningsbyggda staden i Nordamerika. 2002 avlade hon filosofie kandidatexamen i historia vid Memorial University of Newfoundland.
Därefter har Laites studier och yrkesliv i första hand varit förlagda till Storbritannien. 2003 avlade hon masterexamen vid University of Cambridge, via avhandlingen "'O life unlike to ours' : the literary gypsy stereotype and idealized deviance in the Victorian mind". 2009 doktorerade hon vid samma lärosäte.

### Akademisk karriär
2010 antog hon en tjänst som föreläsare i modern historia vid Birkbeck, del av University of London.  Hon hade dessförinnan fungerat som gästföreläsare vid  McGill University och Memorial University of Newfoundland.
På Birkbeck har Laite återkommande tjänstgjort som handledare för olika doktorander, i ämnen som migrationspolitik, kön och genus, sexarbete och brittisk social- och kulturhistoria. 2018–2022 översåg hon Annalisa Martins avhandling "Managing Commercial Sex in West Germany, 1950s–1980s".

### Forskning

#### Prostitution i Storbritannien
I sin forskning och skrivande har Laite fokus på berättelser kring migration, kvinnor och genus, brott och straff, sex och sexarbete. Detta inkluderar undersökningar kring vad lagar kring sexualitet ville åstadkomma och vad de faktiskt fick för effekter. 2011 publicerades hennes första bok – Common Prostitutes and Ordinary Citizens. Där undersökte hon vad kriminalisering och bekämpande av prostitutionen i 1800- och 1900-talets London fick för effekter. Laite studerade den juridiska brittiska termen common prostitute ('vanlig prostituerad'), i en miljö där prostitution inte var olaglig men motarbetades av samhället med andra medel. Detta drabbade under mellankrigstiden framför allt kvinnor ur arbetarklassen. Bland annat sätter hon det tidiga 1900-talets prostitution i ett sammanhang där alternativet för många unga kvinnor var ett otryggt, slitsamt och dåligt betalt hemarbete hos "bättre bemedlades" hem.
I sitt skrivande har Laite beskrivit prostitutionen som ett "viktigt, gränsöverskridande och närmast globalt fenomen i den moderna världen". Hon och ett antal andra moderna forskare runt prostitutionen har försökt lyfta fram de enskilda rösterna och deras hantering av ett svårnavigerat landskap, med ofta svåra personliga men rationella val, kulturellt stigma och samhällets försök att kontrollera verksamheten. I det sena 1800-talets London rekryterade prostituerade ofta sina kunder i "nöjeskvarter", runt järnvägsstationer, hamnområden och militärbaser; soldater och sjömän tillhörde de största kundgrupperna.
2020 var Laite, tillsammans med Samantha Caslin, författare till Wolfenden's Women: prostitution in post-war Britain. Den fortsatte Laites tidigare skrivande om den historiska prostitutionen i London och övriga Storbritannien.
Året efter kom den populärvetenskapligt anlagda The Disappearance of Lydia Harvey, en berättelse om ett livsöde från den "vita slavhandelns" tidevarv som Laite forskat kring sedan mitten av 2010-talet. Boken fungerar som mikrohistoria och fallstudie i människohandeln för sexuella syften i början av 1900-talet, i en redan då allt mer globaliserad kultur; tonåringen Harvey lockades från Wellington till Buenos Aires och hamnade därefter 1910 i London  Boken, som både berättar ur Lydia Harveys eget perspektiv och utifrån personer runt omkring henne, vann Golden Dagger for Non-Fiction, utdelat av British Crime Writer's Association. Laites feministiska och mikrohistoriska perspektiv har även inspirerat andra akademiker till liknande verk.

#### Annan forskning
Laite har arbetat med många olika historiska perspektiv. 2009 deltog hon i ett tvärvetenskapligt forskningsprojekt kring övergivna gruvorter och gruvor i norra Kanada. Hon såg hur prostitutionen i en sådan "vilda västern"-miljö fungerade som en kikare in i den moderna tidens utveckling av industri, företagande och kapitalism.
2023 arbetade hon med det kommande bokprojektet This Beautiful and Broken Land. Den tar upp den europeiska kolonisationen och beothuk-indianernas historia på ön Newfoundland (Storbritanniens första koloni), och den tangerar Laites egen släkthistoria. Där finns även historien om den lokala fiskeindustrins nedgång, till följd av torskbeståndets kollaps i Labradorsundet, liksom hur prostitutionen börjar ses som ett social problem när fördelningen mellan män och kvinnor börjar jämnas ut i tidigare nybyggarsamhällen.
Laite har även vid olika tillfällen föreläst eller skrivit tidskriftsartiklar i ämnet. Parallellt fungerade hon som adjungerad professor vid Memorial University of Newfoundland.

### Böcker
- Laite, Julia (2012) (på engelska). Common prostitutes and ordinary citizens: commercial sex in London, 1885-1960. Genders and sexualities in history. Palgrave Macmillan. ISBN 978-0-230-23054-5. OCLC 740623769. https://www.worldcat.org/title/740623769
- Caslin, Samantha; Laite, Julia (2020) (på engelska). Wolfenden's women: prostitution in post-war Britain. Genders and sexualities in history. Palgrave Macmillan. ISBN 978-1-137-44020-4
- Laite, Julia (2021) (på engelska). The Disappearance of Lydia Harvey: a true story of sex, crime and the meaning of justice. Profile Books. ISBN 978-1788164429

### Artiklar (urval)
- "The Association for Moral and Social Hygiene, Abolitionism, and Prostitution Law in Britain", Women’s History Review 17, 2 (2008), sid 207-223
- "Taking Nellie Johnson’s Fingerprints: Prostitutes and Legal Identity in Early Twentieth Century London", History Workshop Journal 65, 1 (2008), sid 96-116
- "Historical Perspectives on Mining, Industrial Development, and Prostitution," Historical Journal 52, 3 (2009), sid 739-761
- "Immoral Traffic: Sex, Mobility, Labour and the Lorry Girl in early Twentieth Century Britain", Journal of British Studies 52, 3 (2013), sid 693-721
- "Justifiable Sensationalism: Newspapers, Public Opinion, and Official Policy about Commercial Sex in Twentieth-Century Britain", Media History 20, 2 (2015), sid 126-145
- "Between Scylla and Charybdis:  Women’s Labour Migration and Sex Trafficking in the Early Twentieth Century", International Review of Social History, volym 62, nr 1, april 2017, sid 37-65
- "Traffickers and Pimps in the Era of White Slavery", Past & Present, volym 237, nr 1, 1 november 2017, sid 237–269
- "Prostitution and Work", Journal of Women’s History Roundtable, Journal of Women’s History (2018)

## Utmärkelser
- Golden Dagger for Non-Fiction, utdelat av British Crime Writer's Association för The Disappearance of Lydia Harvey.[8]